# جوليا هارتلي برور
جوليا هارتلي برور (بالإنجليزية: Julia Hartley-Brewer)‏ هي صحفية ومعلقة سياسية إنجليزية ولدت في يوم 2 مايو 1968 في بيرمنغهام في بريطانيا. تعمل في إذاعة توكراديو، وتعتبر من المؤيدات للنظام الجمهوري في بريطانيا.